# Yaginumaella wuermli
Yaginumaella wuermli is een spinnensoort uit de familie springspinnen (Salticidae). De soort komt voor in Bhutan en China.